# Формула Зельмейера
Фо́рмула Зельме́йера (уравне́ние Селлме́йера) — эмпирическая формула, описывающая зависимость между показателем преломления и длиной волны для конкретной прозрачной среды. Уравнение используется для определения дисперсии света в этой среде.
Впервые оно было предложено в 1872 году Вильгельмом Селлмейером и являлось развитием работы Огюстена Коши по уравнению Коши для моделирования дисперсии.

## Уравнение
В своём первоначальном и наиболее общем виде уравнение Селлмейера имеет вид
{\displaystyle n^{2}(\lambda )=1+\sum _{i}{\frac {B_{i}\lambda ^{2}}{\lambda ^{2}-C_{i}}},}
где n — показатель преломления, λ — длина волны, а Bi и Ci — экспериментально определяемые коэффициенты Селлмейера. Эти коэффициенты обычно указываются для λ, выраженной в микрометрах. Обратите внимание, что λ — это длина волны света в вакууме, а не длина волны в самом материале, которая равна λ/n. Для некоторых типов материалов, например кристаллов, иногда используется другая форма уравнения.
Каждый член суммы представляет собой резонанс поглощения с силой Bi на длине волны Ci1/2. Например, коэффициенты для стекла BK7 ниже соответствуют двум резонансам поглощения в ультрафиолетовой области (77,5 нм и 141,5 нм) и одному в средней инфракрасной области (10 176 нм). Вблизи каждого пика поглощения уравнение даёт нефизические значения n2 = ±∞, и в этих диапазонах длин волн необходимо использовать более точную модель дисперсии, такую как модель Гельмгольца.
Если все коэффициенты для материала известны, на длинных волнах вдали от пиков поглощения значение n стремится к
{\displaystyle n\approx {\sqrt {1+\sum \nolimits _{i}B_{i}}}\approx {\sqrt {\varepsilon _{r}}},}
где εr — относительная диэлектрическая проницаемость среды.
Для описания стёкол обычно используется уравнение, состоящее из трёх членов:
{\displaystyle n^{2}(\lambda )=1+{\frac {B_{1}\lambda ^{2}}{\lambda ^{2}-C_{1}}}+{\frac {B_{2}\lambda ^{2}}{\lambda ^{2}-C_{2}}}+{\frac {B_{3}\lambda ^{2}}{\lambda ^{2}-C_{3}}}.}
В качестве примера ниже показаны коэффициенты для стекла крон, известного как BK7:
| Коэффициент | Значение               |
| ----------- | ---------------------- |
| В1          | 1,03961212             |
| В2          | 0,231792344            |
| В3          | 1,01046945             |
| C1          | 6,00069867 × 10−3 мкм2 |
| C2          | 2,00179144 × 10−2 мкм2 |
| C3          | 1,03560653 × 102 мкм2  |

Коэффициенты Селлмейера для многих распространённых оптических материалов можно найти в онлайн-базе данных RefractiveIndex.info.
Для обычных оптических очков показатель преломления, рассчитанный с помощью трёхчленного уравнения Селлмейера, отклоняется от фактического показателя преломления менее чем на 5 × 10−6 в диапазоне длин волн от 365 нм до 2,3 мкм, что по порядку величины соответствует однородности стекла. Иногда добавляются дополнительные условия, чтобы сделать расчёт ещё более точным.
Иногда уравнение Селлмейера используется в двучленной форме:
{\displaystyle n^{2}(\lambda )=A+{\frac {B_{1}\lambda ^{2}}{\lambda ^{2}-C_{1}}}+{\frac {B_{2}\lambda ^{2}}{\lambda ^{2}-C_{2}}}.}
Здесь коэффициент A является приближением вкладов коротковолнового (например, ультрафиолетового) поглощения в показатель преломления на более длинных волнах. Существуют и другие варианты уравнения Селлмейера, которые могут учитывать изменение показателя преломления материала из-за температуры, давления и других параметров.

## Коэффициенты
| Материал                          | В1          | В2          | В3          | C1, мкм2          | C2, мкм2          | C3, мкм2   |
| --------------------------------- | ----------- | ----------- | ----------- | ----------------- | ----------------- | ---------- |
| стекло крон (BK7)                 | 1,03961212  | 0,231792344 | 1,01046945  | 6,00069867 × 10−3 | 2,00179144 × 10−2 | 103,560653 |
| сапфир (для обыкновенной волны)   | 1,43134930  | 0,65054713  | 5,3414021   | 5,2799261 × 10−3  | 1,42382647 × 10−2 | 325,017834 |
| сапфир (для необыкновенной волны) | 1,5039759   | 0,55069141  | 6,5927379   | 5,48041129 × 10−3 | 1,47994281 × 10−2 | 402,89514  |
| плавленый кварц                   | 0,696166300 | 0,407942600 | 0,897479400 | 4,67914826 × 10−3 | 1,35120631 × 10−2 | 97,9340025 |
| фторид магния                     | 0,48755108  | 0,39875031  | 2,3120353   | 0,001882178       | 0,008951888       | 566,13559  |